# Észak-Korea hívójelkörzetei
Észak-Korea jelenleg (2024) nincs felosztva hívójelkörzetekre.
Észak-Korea számára az ITU a HM, P[5..9] hívójelprefixet határozta meg.
| Prefix  | Körzet | Hely/jelleg | ITU zóna | CQ zóna | 1 szintű QTH lokátor |
| ------- | ------ | ----------- | -------- | ------- | -------------------- |
| HM      | [0..9] | Észak-Korea | 44       | 25      | PN, PM               |
| P[5..9] | [0..9] | Észak-Korea | 44       | 25      | PN, PM               |

## Lajstromjel
Vízi és légi járművek lajstromjelezéséhez a P prefixet használják.